# Koszta Márk
Koszta Márk (Miskolc, 1996. szeptember 26. –) magyar korosztályos válogatott labdarúgó.

## Pályafutása

### Klubcsapatokban
Kazincbarcikán nevelkedett, innen került a Honvéd utánpótlás csapatához.

#### Budapest Honvéd
Tizennyolc évesen mutatkozott be a kispesti klub felnőtt csapatában. A 2015–16-os szezont kölcsönben a másodosztályú Kisvárda csapatánál töltötte, ahol 27 bajnoki találkozón kilenc gólt szerzett.
Egy év múlva visszatért a Honvédhoz, és az olasz Marco Rossi számított a játékára,a végül bajnoki címet szerző csapatban. Legjobb teljesítményét az idényben a bajnokság utolsó előtti fordulójában nyújtottam, amikor a Debreceni VSC ellen 5–2-re megnyert bajnokin mesterhármast ért el. A szezon során 32 bajnoki mérkőzésen hatszor talált az ellenfelek kapujába.

#### Mezőkövesd Zsóry
A következő idényt megelőzően a Mezőkövesd Zsóry szerződtette. November 25-én az ő góljával győzte le új csapata  Honvédot. 2018. március 3-án góllal járult hozz, hogy a Mezőkövesd története során először legyőzze otthonában az Újpestet.

#### Újpest
2019. június 28-án az Újpest csapatához írt alá. Tizennyolc bajnokin három gólt szerzett a fővárosi együttesben a 2019-2020-as szezonban.

#### Zalaegerszegi TE
2020 nyarán a Zalaegerszegi TE csapatához szerződött, ahol három évre szóló szerződést írt alá. A csapatban 2022. március 19-ig 58 tétmérkőzésen 25 gólt szerzett (ezek közül az NB I-ben 53 mérkőzésen 19-et).

#### Ulszan HD
2022 március végén váratlanul a dél-koreai bajnokságban szereplő Ulszan Hyundai csapatához szerződött, így karrierje során először légiósnak állt. 2022 áprilisában az ázsiai labdarúgó Bajnokok Ligájában 5 mérkőzésen játszott, és 2 gólt szerzett. A dél-koreai kupában két találkozón egy gólt lőtt.

#### Torpedo Moszkva
2022. szeptember 5-én jelentették be, hogy az orosz Torpedo Moszkva csapata szerződtette.

#### Makkabi Bné Reineh
2023. január 30-án kölcsönbe került a Makkabi Bné Reineh csapatához, amelynek opciója lesz a további egyéves hosszabbításra. Február 5-én megszerezte első bajnoki gólját a Hapóél Tel-Aviv ellen 1–1-re végződő mérkőzésen. Március 4-én a Sketzia Nes Tziona ellen mesterhármast ért el, a csapata 3–2-re győzött.

#### Vólosz
2024 nyarán a görög élvonalban szereplő Vólosz csapatához igazolt. Első gólját a bajnokság 2. fordulójában szerezte, az Asztérasz Trípolisz ellen 1–0-ra megnyert mérkőzésen.

### A válogatottban
Többszörös korosztályos válogatott, 2017 augusztusában az U21-es válogatottba is meghívót kapott.

## Statisztika

### Klubcsapatokban
2025. április 6-i állapot szerint.
| Klub               | Szezon         | Bajnokság | Bajnokság | Kupa  | Kupa  | Ligakupa | Ligakupa | Nemz. kupa | Nemz. kupa | Összesen | Összesen |
| Klub               | Szezon         | Mérk.     | Gólok     | Mérk. | Gólok | Mérk.    | Gólok    | Mérk.      | Gólok      | Mérk.    | Gólok    |
| ------------------ | -------------- | --------- | --------- | ----- | ----- | -------- | -------- | ---------- | ---------- | -------- | -------- |
| Budapest Honvéd II | 2013–14        | 13        | 2         | —     | —     | —        | —        | —          | —          | 13       | 2        |
| Budapest Honvéd II | 2014–15        | 17        | 4         | —     | —     | —        | —        | —          | —          | 17       | 4        |
| Budapest Honvéd II | 2016–17        | 1         | 2         | —     | —     | —        | —        | —          | —          | 1        | 2        |
| Budapest Honvéd II | Összesen       | 31        | 8         | —     | —     | —        | —        | —          | —          | 31       | 8        |
| Budapest Honvéd    | 2013–14        | —         | —         | —     | —     | 1        | 0        | —          | —          | 1        | 0        |
| Budapest Honvéd    | 2014–15        | 1         | 0         | —     | —     | 7        | 0        | —          | —          | 8        | 0        |
| Budapest Honvéd    | 2016–17        | 31        | 6         | —     | —     | —        | —        | —          | —          | 31       | 6        |
| Budapest Honvéd    | Összesen       | 32        | 6         | —     | —     | 8        | 0        | —          | —          | 40       | 6        |
| Kisvárda           | 2015–16        | 27        | 9         | 2     | 3     | —        | —        | —          | —          | 29       | 12       |
| Kisvárda           | Összesen       | 27        | 9         | 2     | 3     | —        | —        | —          | —          | 29       | 12       |
| Mezőkövesd         | 2017–18        | 31        | 10        | 1     | 0     | —        | —        | —          | —          | 32       | 10       |
| Mezőkövesd         | 2018–19        | 22        | 4         | 4     | 3     | —        | —        | —          | —          | 26       | 7        |
| Mezőkövesd         | Összesen       | 53        | 14        | 5     | 3     | —        | —        | —          | —          | 58       | 17       |
| Újpest             | 2019–20        | 18        | 3         | 3     | 1     | —        | —        | —          | —          | 21       | 4        |
| Újpest             | Összesen       | 18        | 3         | 3     | 1     | —        | —        | —          | —          | 21       | 4        |
| Zalaegerszegi TE   | 2020–21        | 28        | 8         | 3     | 5     | —        | —        | —          | —          | 31       | 13       |
| Zalaegerszegi TE   | 2021–22        | 25        | 11        | 2     | 1     | —        | —        | —          | —          | 27       | 12       |
| Zalaegerszegi TE   | Összesen       | 53        | 19        | 5     | 6     | —        | —        | —          | —          | 58       | 25       |
| Ulszan Hyundai     | 2022           | —         | —         | 2     | 1     | —        | —        | 5          | 2          | 7        | 3        |
| Ulszan Hyundai     | Összesen       | —         | —         | 2     | 1     | —        | —        | 5          | 2          | 7        | 3        |
| Torpedo Moszkva    | 2022–23        | 4         | 0         | 2     | 0     | —        | —        | —          | —          | 6        | 0        |
| Torpedo Moszkva    | Összesen       | 4         | 0         | 2     | 0     | —        | —        | —          | —          | 6        | 0        |
| Makkabi Bné Reineh | 2022–23        | 13        | 8         | —     | —     | —        | —        | —          | —          | 13       | 8        |
| Makkabi Bné Reineh | 2023–24        | 34        | 4         | 1     | 0     | 5        | 0        | —          | —          | 40       | 4        |
| Makkabi Bné Reineh | Összesen       | 47        | 12        | 1     | 0     | 5        | 0        | —          | —          | 53       | 12       |
| Volósz             |                |           |           |       |       |          |          |            |            |          |          |
| 2024–25            | 24             | 5         | 3         | 3     | —     | —        | —        | —          | 27         | 8        |          |
| Összesen           | 24             | 5         | 3         | 3     | —     | —        | —        | —          | 27         | 8        |          |
| Teljes karrier     | Teljes karrier | 289       | 76        | 23    | 17    | 13       | 0        | 5          | 2          | 330      | 95       |

1. ↑  Mérkőzése(i) az AFC-bajnokok ligájában.

## Sikerei, díjai
Budapest Honvéd
- NB I
  - bajnok (1): 2016–17[21]

 Ulszan Hyundai
- K League 1
  - bajnok (1): 2022